# ديانا مندوزا
ديانا مندوزا هي عارضة كندية، ولدت في 8 فبراير 1987 في هاميلتون في كندا.